# Pirmasens
Pirmasens là một thành phố thuộc bang Rheinland-Pfalz, Đức. Thành phố có diện tích 61,37 km2, dân số cuối năm 2006 là 42.427 người. Thành phố này nằm gần biên giới với Pháp. Thành phố nổi tiếng vời ngành sản xuất giày. Huyện nông nghiệp xung quanh được gọi là Pirmasens từ năm 1818 đến năm 1997 cho đến khi được đổi tên thành Südwestpfalz.

## Thư viện hình ảnh

Pirmasens
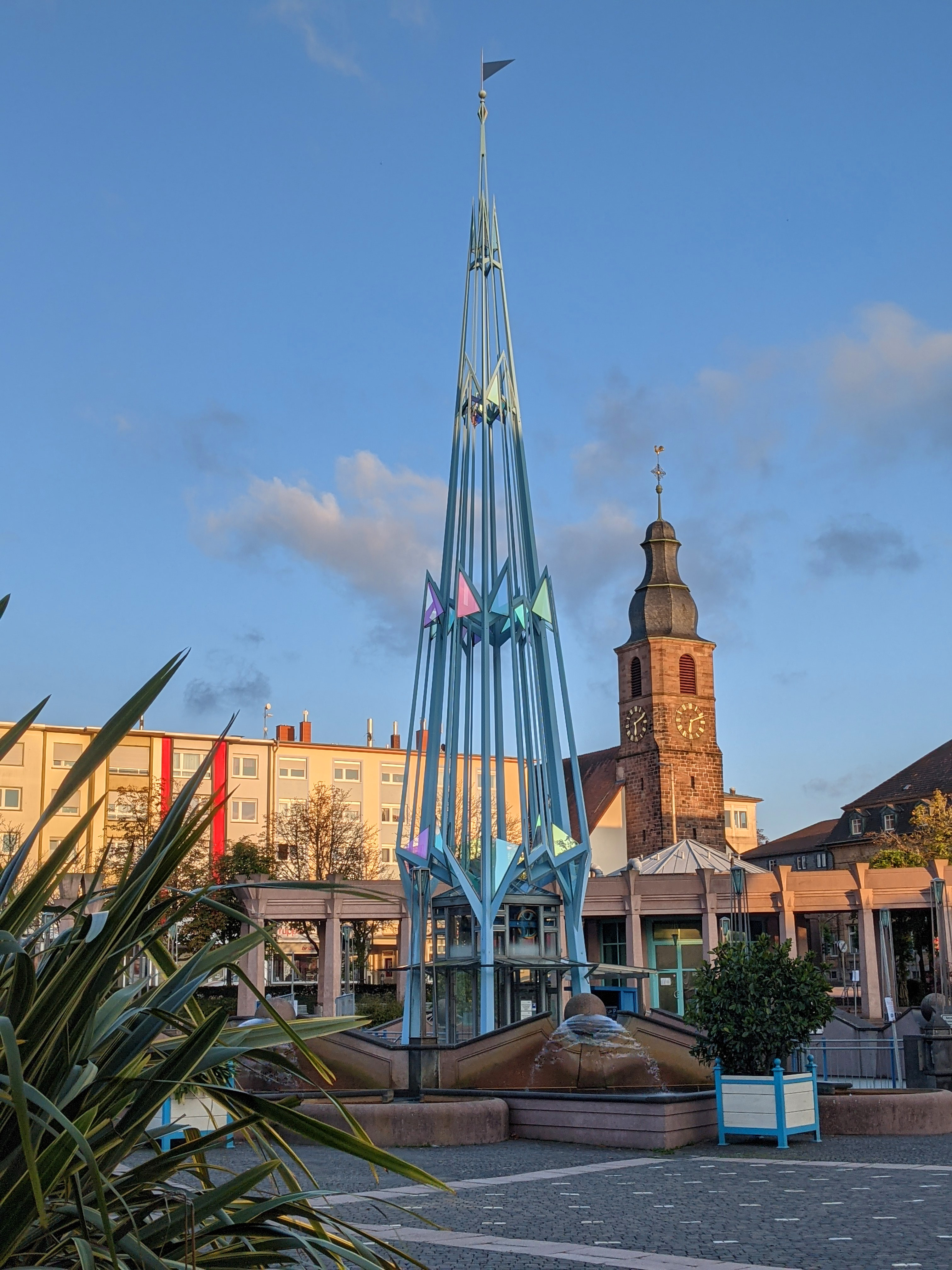
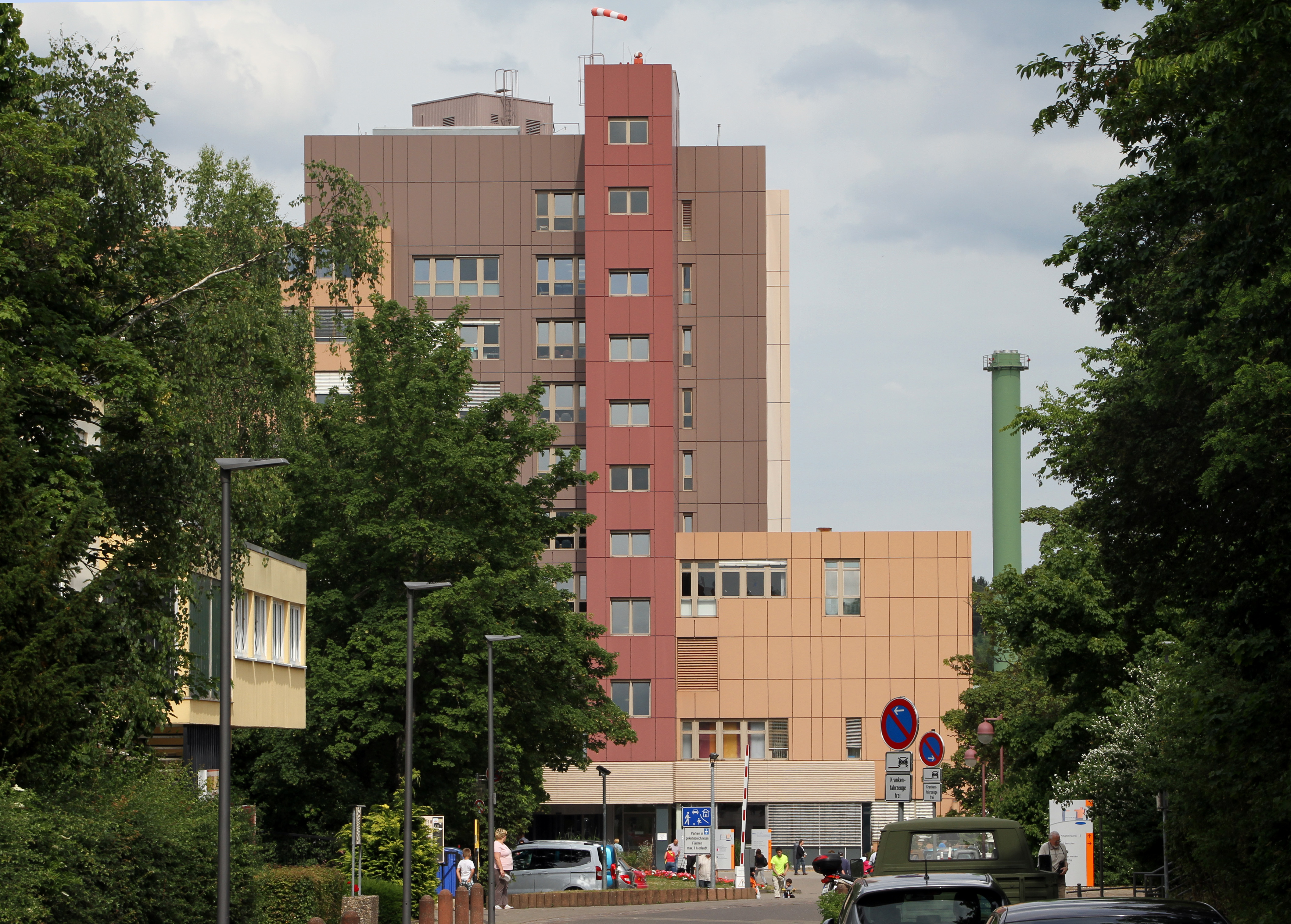
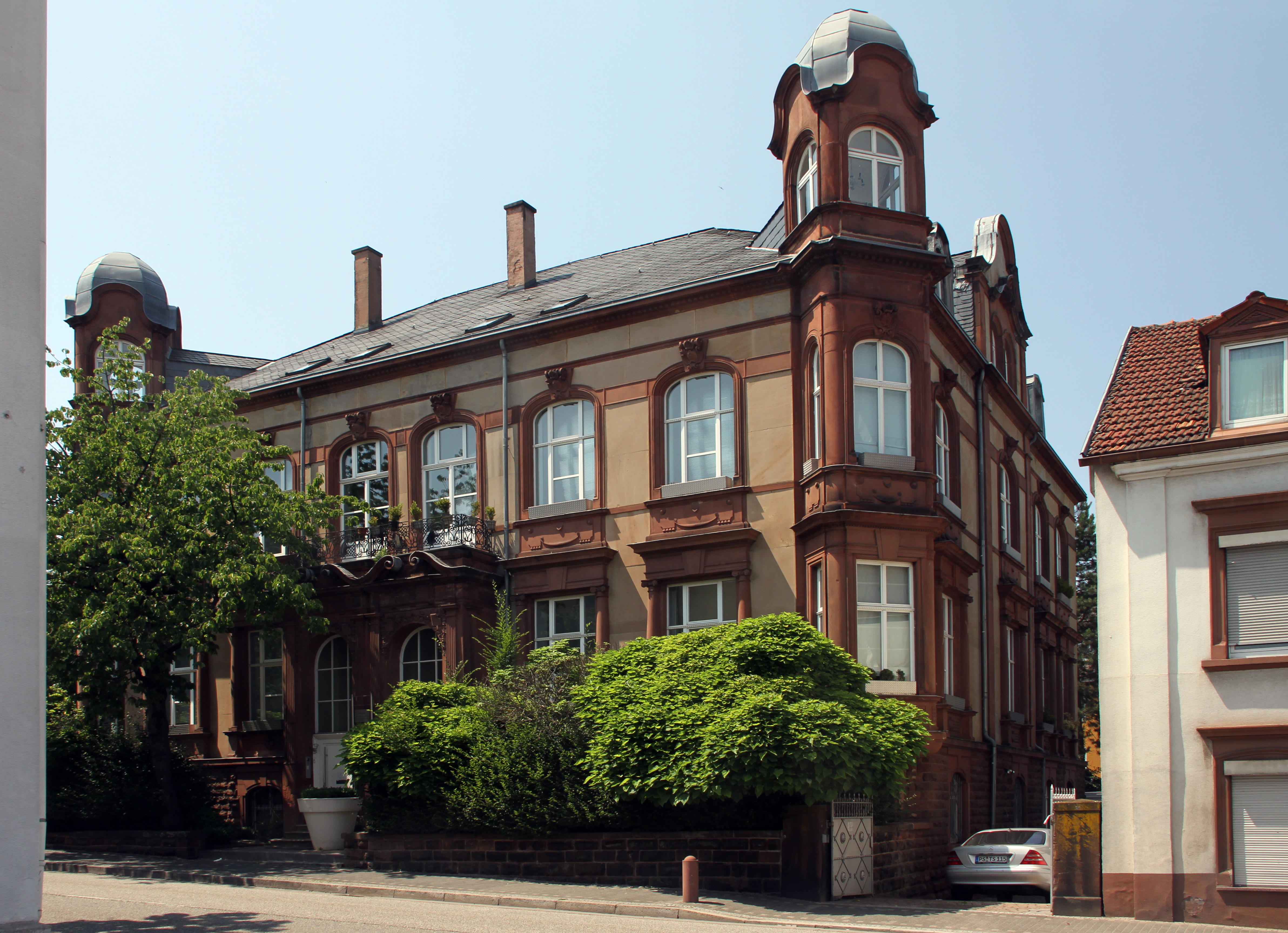
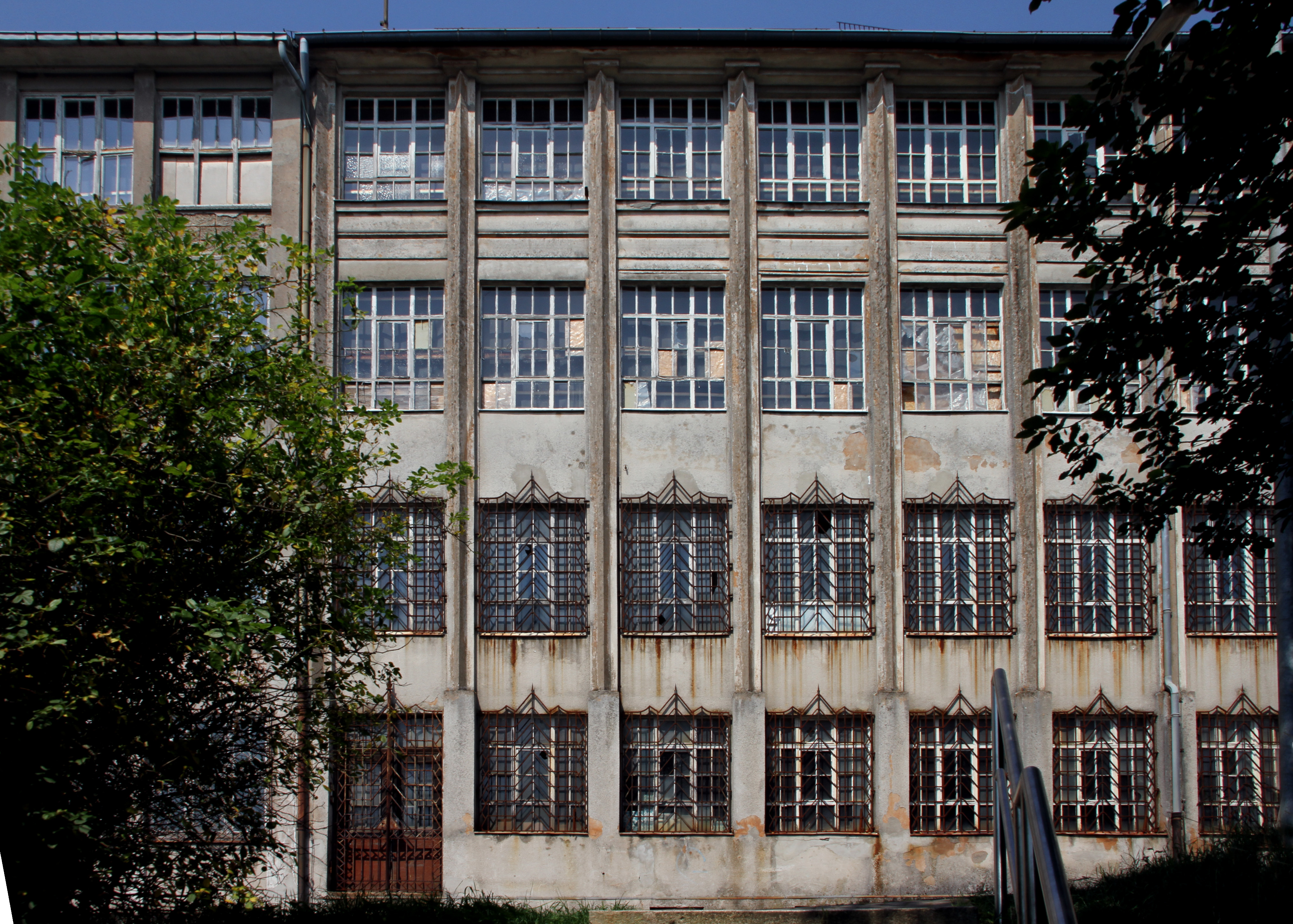
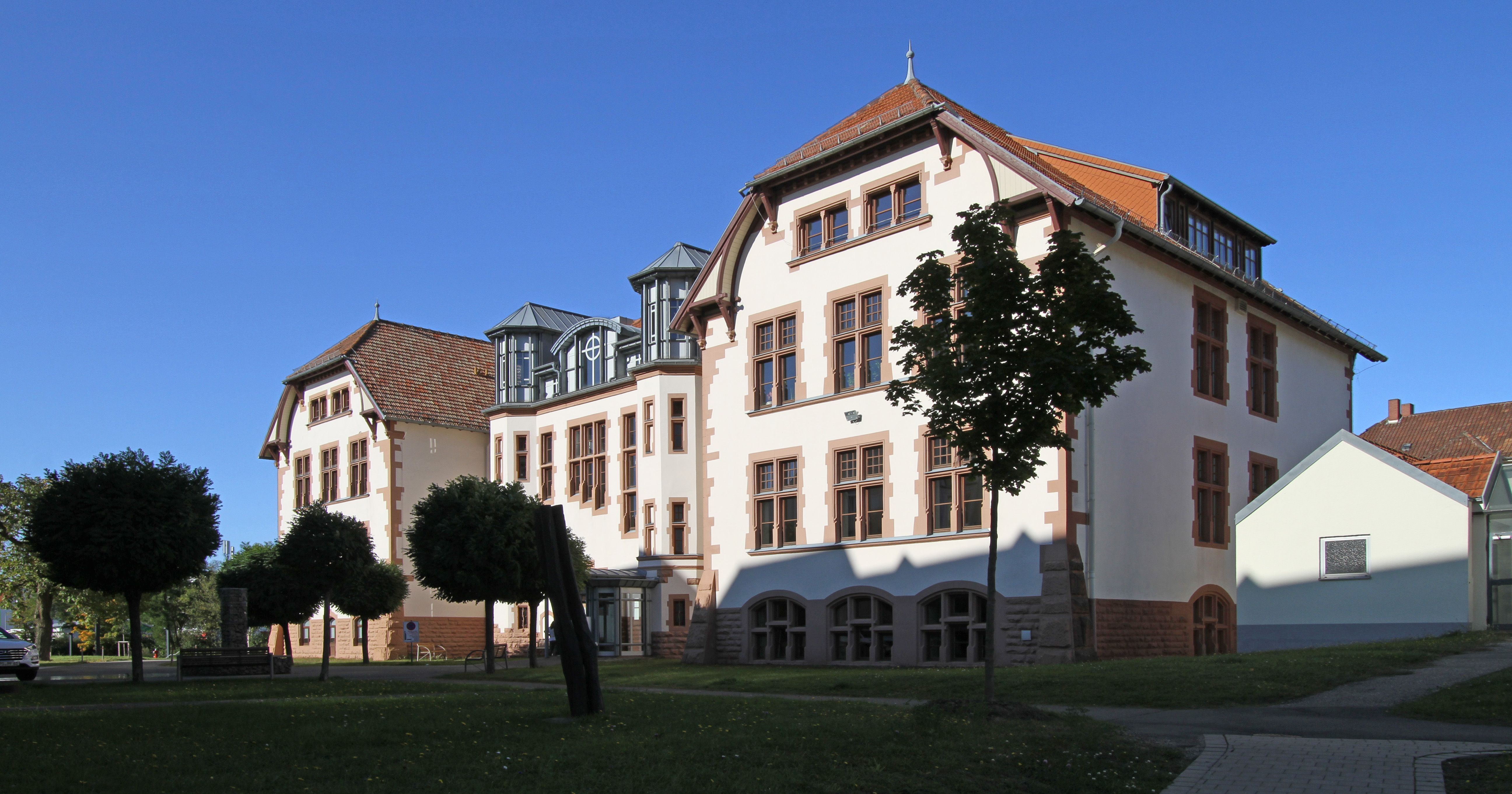
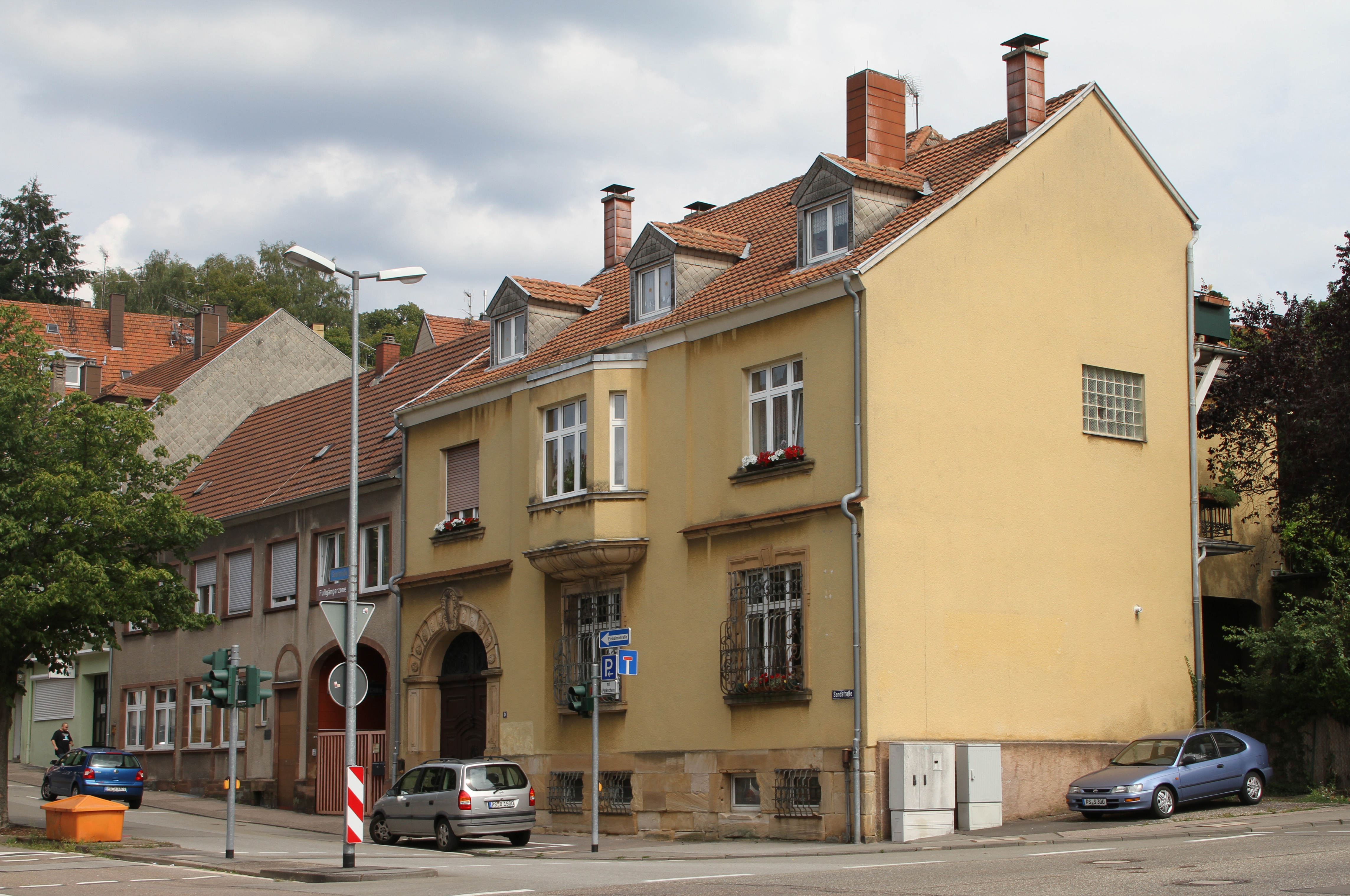
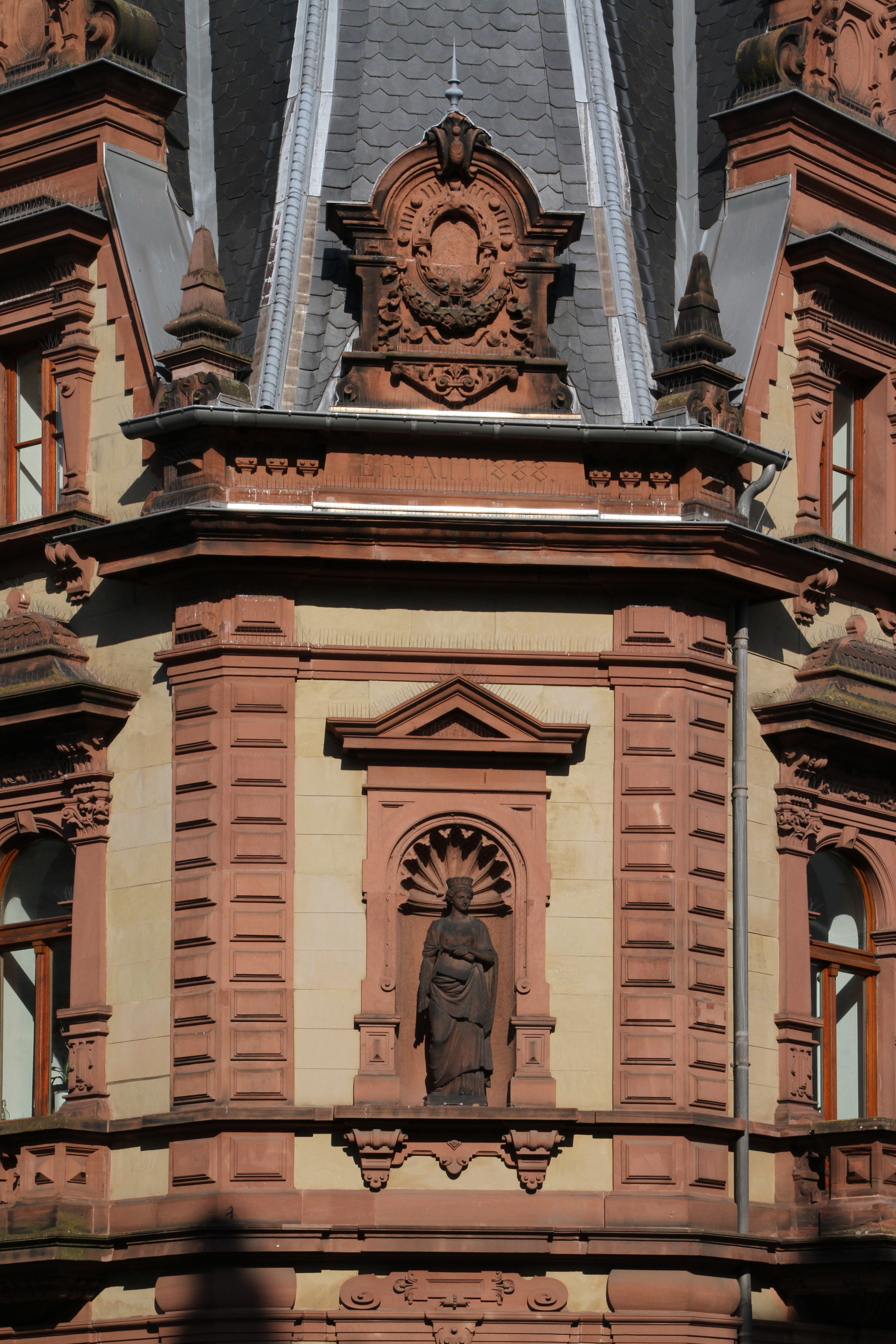
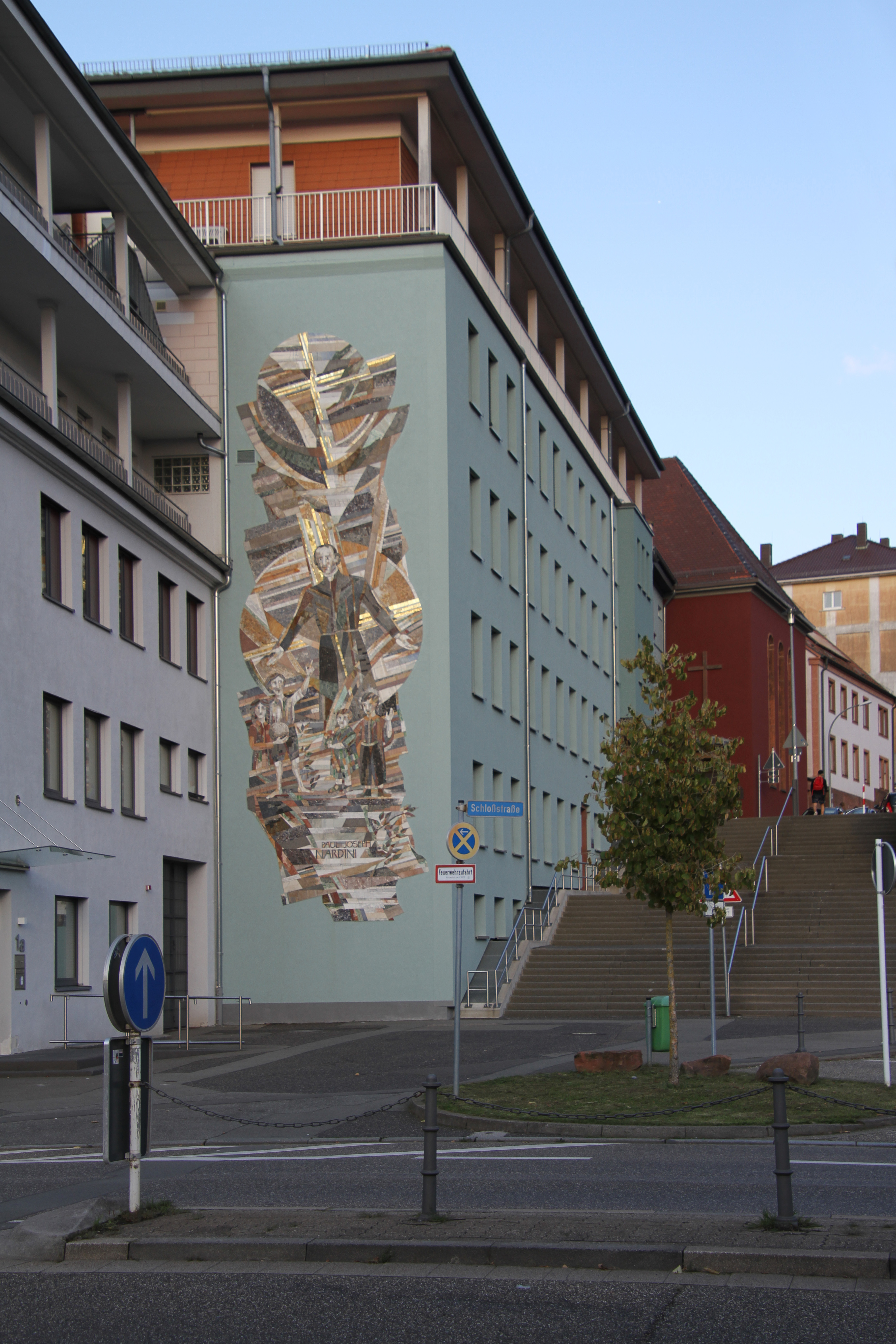
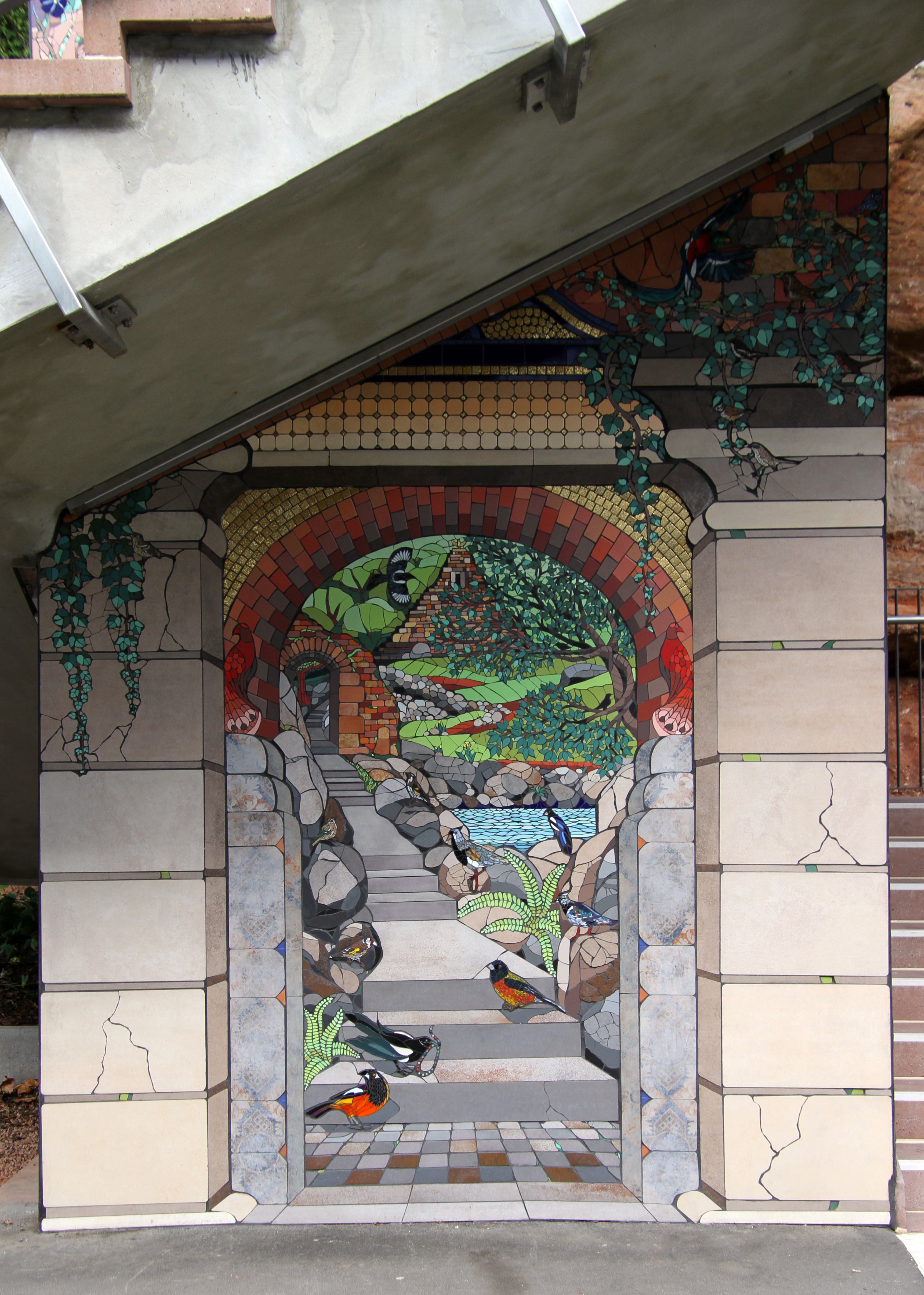
Cầu thang của chim
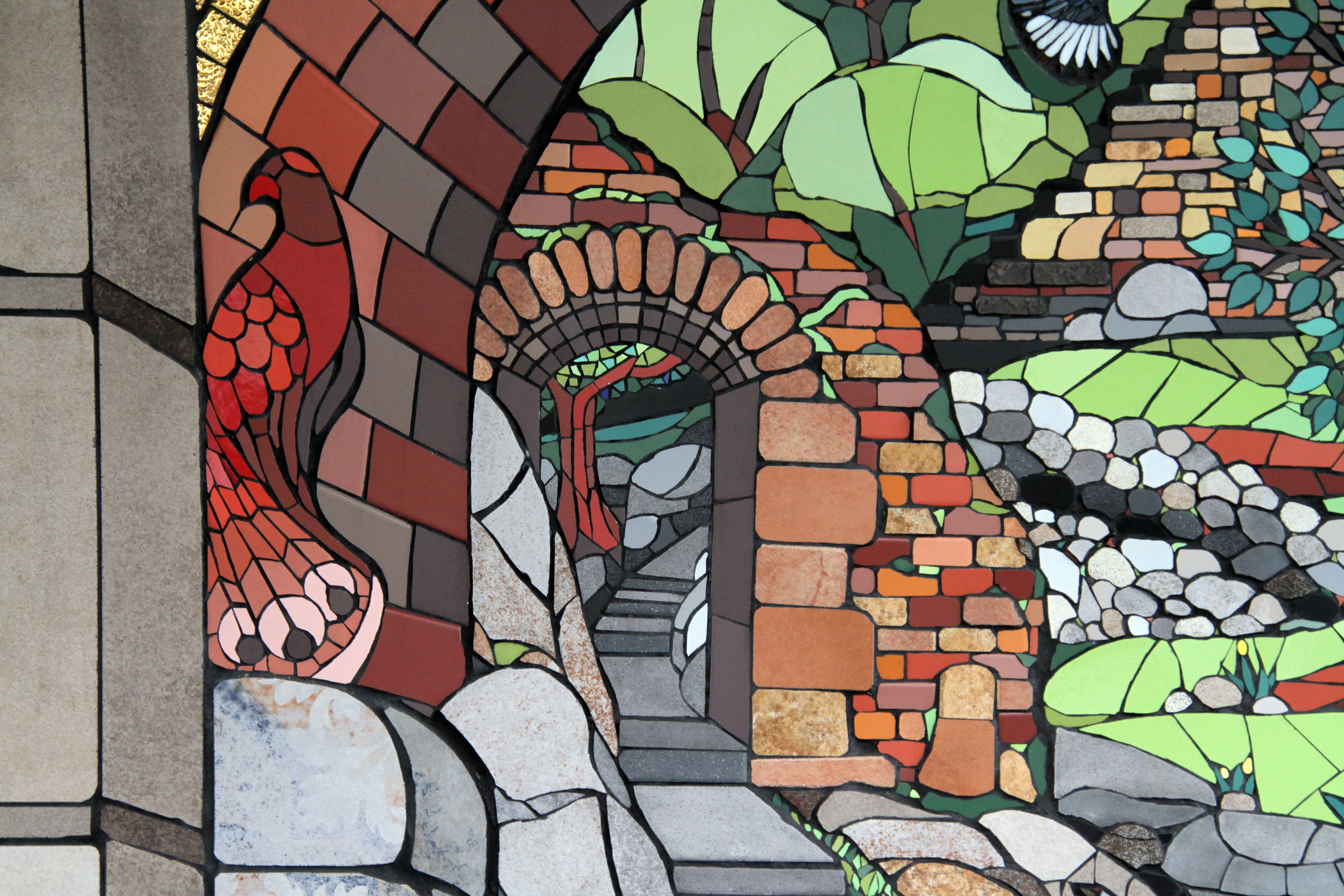
Cầu thang của chim